# サルバダール運動

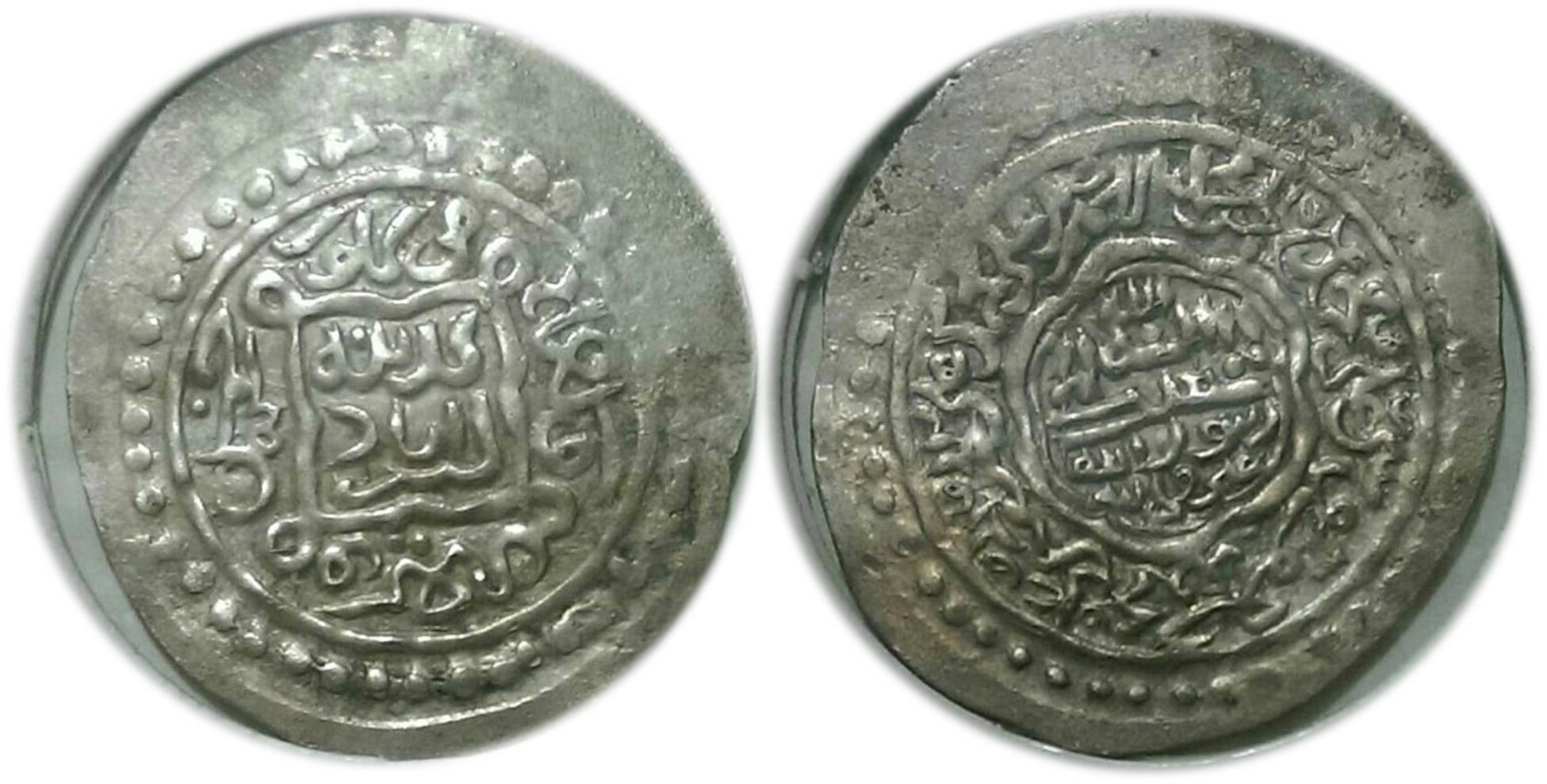
ヒジュラ暦775年にアリー・イブン・ムアイヤドが鋳造したディルハム銀貨

サルバダール運動（サルバダールうんどう、The Sarbadar Movement）は、14世紀、イルハン国の混乱期にイラン北東部で発生した宗教運動ないし革命運動である。バイハク地方の町サブゼヴァールを拠点としてホラーサーン地方北部からマーザンダラーン地方東部にかけての地域を支配する地方政権を築いた。この地方政権を「サルバダール政権」あるいは「サブゼヴァール政権」という。サルバダール運動は、ポストモンゴル時代において、イランの一地方が、イルハン国の支配体制からの政治的・行政的自立を目指す運動であった。「サルバダール」（単数形sarbadār, 複数形 sarbadārān, sarbedār ともいう）とは運動の担い手であった中間層の土地所有者の勇士たちの呼び名である。サルバダールたちはホラーサーンに擁立されたモンゴル系アミールのトガ・テムル（タガイ・テミュル）の配下たちと争い、1353年にはトガ・テムルを騙し討ちで殺した。1362年から10年間程度の時期には十二イマーム派の影響が濃くなったが1381年にはティムールに服属した。

## 史料
Aigle (2015) は、サルバダール運動の歴史を叙述するための基礎的史料として次の文献を挙げている。
- Ḥāfeẓ-e Abru, Majmuʿa, in F. Tauer, ed., Cinq opuscules de Ḥāfiẓ-i Abrū concernant l’histoire de l’Iran au temps de Tamerlan, Prague 1959.
- Dawlatšāh Samarqandi, Taḏkerat al-šoʿarāʾ, ed. E. G. Browne, London, 1901.
- Ebn Baṭṭuṭa, The Travels of Ibn Battuta, tr. H. A. R. Gibb, 3 vols., Cambridge, 1971.
- Awliā-Allāh Āmoli, Tāriḵ-e Ruyān, ed. M. Sotudeh, Tehran, 1969.
- Ḡiāṯ-al-Din Faryumadi, Ḏayl-e Majmaʿ al-ansāb, ed. H. Moḥaddeṯ, Tehran, 1984.

ハーフェゼ・アブルーとダウラトシャー・サマルカンディーの文献は、サルバダール運動から半世紀以上経ってから書かれており、運動の全期間に関するナラティヴ（伝聞情報）を伝える。イブン・バットゥータは有名な旅行記の中で、アブー・サイード暗殺後のホラーサーンでの出来事としてサルバダール運動に関して一章を割いている。ターレブ・アーモリーの文献は1362年の成書。1381年に成書したギヤースッディーン・ファルユーマディー（マーザンダラーン地方政権の書記官）の文献は成立期のサルバダール政権に関する記載がある。
Aigle (2015) によると、近代以降の編纂史料としては、ミールハーンド(1960)が主にハーフェゼ・アブルーに依拠しつつ、シーア派の観点からサルバダール運動を叙述している。ハーンドミール (1984) は、そのミールハーンドを母方祖父とする著者が祖父の歴史書に基づいて、より客観的な視点からサルバダールの歴史を再叙述している。
- Mir-Ḵvānd, Rawẓat-al-ṣafā, vol. 5, Tehran, 1960.
- Ḵvāndmir, Ḥabib al-siyar, ed. M. Dabir-Siyāqi, 4 vols., Tehran, 1984.

Aigle (2015) によると、古銭学から得られる知見も補助史料として使える。そのほかに、サルバダール運動と同時代のホラーサーンの詩人、イブン・ヤミーン（ファフルッディーン・ムハンマド・ファルユーマディー）の作品の中にもサルバダール運動について触れているものがあり、補助史料として使える。

## 研究小史
サルバダール運動はモンゴルの衝撃の約100年後（1336年）にはじまり、多面的な性格を持つ運動であった。にもかかわらず、モンゴル支配への対応としては不自然な解釈がなされ続けてきた歴史的事件である。
サルバダール運動は民衆反乱から生まれた。そして政権は特定の家系により権力が独占され世襲されることがなかった。そのため西洋のオリエンタリストには「匪賊の共和国」と呼ばれてきた（例えば、『イスラーム百科事典』第1版、1934年）。また、サルバダール運動の少なくとも一時期にはマフディー運動的な傾向もあった。そのためサルバダール政権を「シーア派共和国」とも呼ばれる。
ソビエト連邦の学者たちは階級闘争史観に基づく解釈を提示して、『イスラーム百科事典』第1版のような評価を「運動の矮小化」として批判した。ベレニツキーは、サルバダール運動の初期の段階では中間層の土地所有者が運動の主導的な立場にあったことを指摘した。ペトルシェヴスキーは、サルバダール運動が農村においては小作農による階級闘争であって、都市においては下層民による貴族に対する階級闘争であったという考えを提示した。
イスラーム革命後のイランでは、シーア派の革命運動であると強調される。イランの高等学校では（サルバダール運動の担い手である）「サルバダールたちはシーア派を護持する唱道者でもあった」と教えられている。革命後の1983年にイランの国営テレビは、サルバダール運動を番組でシリーズ化して取り上げた。サルバダール運動への関心がイランで一般大衆にまで広がったのはこの番組がきっかけと言われる。
担い手が「匪賊」である「共和制国家＝共和国」であるかのような誤解は、この運動を記録した史料が宮廷の年代記 court chronicle であり、書き手のバイアスがかかっていること、またそれに基づいて近現代の歴史家が運動を大げさに評価することによる。またソ連の歴史家が提示したような階級闘争史観に基づくサルバダール運動理解は、21世紀現在ではあまり一般的ではない。より広範に支持されているサルバダール運動の解釈としては、運動が、崩壊に直面しているイルハン国の支配体制からの政治的・行政的自立を目指す運動であった、という解釈である。

## バーシュティーン蜂起
サルバダール運動のはじまりは、イルハン国ホラーサーン地方の行政庁が課した過酷な税負担に対する怒りである。これは、ほとんどすべての史料がそのように書いている。1337年3月中旬ごろ、バイハクの南西にあるバーシュティーンという小さな村で、若者たちの集団が徴税官を殺し、武装蜂起した。鎮圧のために軍が差し向けられた。ジャマールッディーン・アブドゥッラッザーク・バーシュティーニーという pahlavān（ここでは「パフラヴァーン勇士」と訳すこととする）が反乱者たちの領袖となることを宣言した。反乱者たちは「神佑により、圧政者の課した不平等と闘うか、さもなければ、絞首台に首を差し出すかだ」と呼号した。「サルバダール（あるいはサルベダール）」とは「絞首台に首」を意味し、運動がこの名で呼ばれるのは、この時のスローガンに由来する。なおスローガンは「我々は連中の首を絞首台の上に吊るすが、導体には侮辱を与えない」というものだったともされる。
蜂起の勃発はイルハン国の君主アブー・サイードが後継を定めず死去してから16か月後のことであり、イルハン国全土が無政府状態になっていた。史料のターレブ・アーモリーによると、各地方では、バーシュティーン蜂起の際に殺された徴税官のように、地方行政官が自分の行動に何一つ責任を負うことなく権力をほしいままにしており、民は誰一人として過酷な税の取り立てから逃れることができなかったという。
アブドゥッラッザークはパフラヴァーン勇士の美徳を尊ぶ裕福な家系の出身で、剛勇の者であったが政治的な計画を練るといった能力は欠けていた。徴税官の一族がため込んだ財産・家畜を略奪して仲間に分け与えたため支援者の獲得には役立ったが、不品行な行いゆえに弟のワジーフッディーン・マスウードに暗殺された。

## サルバダール政権
本節では Aigle (2015) を主要参考文献として記述する。

### 初期の政権
サルバダール運動初期の政治的指導者、ワジーフッディーン・マスウードは、モンゴルの支配を排除するという土地所有者層の野望を代表する存在であったが権力基盤は脆弱であった。マスウードはシャイフ・ハサン・ジューリーという名のシーア派デルヴィーシュの宗教的権威を利用して広範な層から支持を受けることとした。シャイフ・ハサンはマーザンダラーン出身のデルヴィーシュ、シャイフ・ハリーファの弟子である。
ハーフェゼ・アブルーなどの史料によると、1337年以前から、シャイフ・ハサン・ジューリーは、ニーシャープール周辺の村々で多数の弟子を獲得していた。史料によると、シャイフ・ハサン・ジューリーは弟子たちに、いまはまだ潜伏のときだが、合図を送ったら一斉に闘争に参加するようにと語っていたという。弟子たちの多くは小作人層であった。社会規範の混乱と物質的欠乏の中にあって、マフディーが再臨して地上に正義を再び打ち立てるという信仰に少なからぬなぐさめを見出していた。
しかし、Aigle (2015) によると、ハサン・ジューリーがバーシュティーン蜂起より前から、社会を根本から変える地下活動に従事していたというナラティブが事実かどうかを判断することは難しい。シャイフ・ハサンがトガ・テムルとアルグン・シャーらジャウニー・ゴルバーニー地方を治めるモンゴルのアミールに送った書簡によると、自分は社会不安に戸惑っていると述べており、シャイフ・ハサンがモンゴル人支配層に取り入ろうとしていることが読み取れる。シャイフ・ハサンはバーシュティーン蜂起当時はイラク地方に旅行していたが、ホラーサーンに戻った後にウラマーの誣告を受けて入獄させられていた。マスウードはシャイフ・ハサンを牢から解放しサブゼヴァールに連れ戻した。シャイフ・ハサンは当初まったく乗り気でなかったものの、マスウードたちパルチザンの運動に参画したほうが自分の弟子たちの暮らし向きがよくなることを考え、手を組むことにした。
マスウードとシャイフ・ハサンはニーシャープールのトガ・テムル支持派を攻撃し、ニーシャープールを制圧した。当時イラクにいたトガ・テムルは、サルバダール政権をこれ以上無視できなくなり、1342年にアルグン・シャーらと同盟を結びニーシャープールを奪還しようとしたが失敗した。このとき、サルバダール政権は鋳造貨幣にトガ・テムルの名を刻むの一時的にを止め、そのライバルであったスレイマーン・ハーンの名を刻んでいる。
サルバダール政権はクルト朝が支配するヘラートへ進攻し、1342年7月にマリク・フサインの軍と交戦した。この戦いの最中に、シャイフ・ハサンがサルバダール軍の兵士に殺される。事件後40年後に書かれた史料（ハーフェゼ・アブルー）は、政権内のデルヴィーシュの影響が増してきたことに危機感を覚えたマスウードによる暗殺であろうと推測している。暗殺者は速やかに粛清されたという。この事件はしかし、シャイフ派がマスウードから離れる結果をもたらした。マスウードは1343年4月にマーザンダラーンを攻めるが惨敗に終わり、自身も捕らえられ、処刑された。
この時点でサルバダール政権はニーシャープール、サブゼヴァール、ジョヴェインといった都市の支配をつづける一方で、トガ・テムルに貢納はするという状況であった。当時のサブゼヴァール地方やニーシャープール地方のシーア派は、マイノリティではあるが相当数の人口があったので、シャイフ・ハサン・ジューリーが彼らを扇動しなければサルバダール運動は失敗したであろう。サルバダール政権の特徴は、シーア派シャイフとサルバダール、二者の同盟の不安定さにある。同盟は短期間で破綻した。両者は運動に参加する動機があまりにも異なっていた。サルバダール側は同盟により宗教的カリスマによる動員力と組織された軍事力のメリットを得たが、シャイフ・ハサンの先鋭的なシーア派主義は政権を不安定化させる危険なものでもあった。なぜならこの地方の住民のマジョリティはスンナ派であったためである。

### 後期の政権
マスウード配下の将軍のひとりムハンマド・アイテムルがサルバダール政権の後継者になった。アイテムルはサブゼヴァール貴族層の人物であり、ヘラート遠征、マーザンダラーン遠征にも従軍した。マスウードの政策をそのまま継承する一方で、マスウードの非をシャイフ派に謝罪することで彼らを懐柔しようとした。しかし、シャイフ・ハサンが暗殺されたと思い込む者により1346年に復讐を理由に暗殺された。アイテムルの暗殺後、サルバダール政権は極めて不安定になる。マスウード家に忠誠を誓うサルバダールはバーシュティーン出身者である一方、彼らと対立するシャイフ派はサブゼヴァール出身者が多い。サブゼヴァール出身者は貴族層、手工業者ギルド、シャイフ派などからなる。シャイフ派を懐柔しようとしたアイテムルが暗殺された今、シャイフ派以外のサブゼヴァール出身者もバーシュティーン出身者に政権の主導権を握られることを恐れた。
サルバダールとシャイフ派の権力闘争の中、サブゼヴァール出身者の主張を代弁するフワージャ・アリー・チェシュミーというサブゼヴァール貴族が政治的に重要になった。チェシュミーの後押しにより、1347年からコル・エスファンディヤールという無頼の徒が権力を握ることになった。これはシャイフ派とサルバダールとの妥協の産物であった。ところがエスファンディヤール自身はすぐに両陣営から距離をとり始める。恣意的に物事を決め、気に入った乞食坊主やコソ泥、粗暴犯をえこひいきした。ただしこれらの悪評はエスファンディヤール以前のアブドゥッラッザークやマスウードについても言われるものである。コル・エスファンディヤールは1347年に殺された。史料により暗殺者の名前が異なるので詳細は不明だが、サルバダール軍団戦士の登用に関する彼のやり方に起因する暗殺であった。
次の政権の指導者として、サルバダールとシャイフ派の合意の結果、マスウードの息子が指名されたが、若すぎるという理由でチェシュミーがそれに反対し、マスウードの弟、シャムスッディーン・バーシュティーニーが暫定的に政権指導者に担ぎ出された。しかしシャムスッディーンは勇気がなく、トガ・テムルが侵攻してくるという報を聞くとチェシュミーに軍の指揮を代理するよう命じた。チェシュミーはシャムスッディーンを辞めさせて自らが軍団を率いることにした（1347年）。政権の主導権は、このようにしてバーシュティーン出身者からサブゼヴァール出身者へと移った。
チェシュミーはトガ・テムル侵攻の脅威に立ち向かうため、まずは税制を改め、支配地域から税として集められたすべてをサルバダール政権の収入とした。これにより軍団の士気は再び高まり、トガ・テムルはホラーサーン支配の再確立を断念せざるを得なくなった。トガ・テムルはサルバダール政権の独立と、彼らがマスウード・バーシュティーニーの指揮の下で獲得した、ダームガーンからニーシャープールの間の支配地を保持しておくことを認めた。1348年に鋳造された硬貨からは、トガ・テムルの名前が消え、代わりに、スンナ派の様式に従い、正統カリフ4人の名前が刻まれている。ところが1951年に鋳造された硬貨ではトガ・テムルの名前の刻印が戻る。ちょうどチャガタイ・ウルスがヘラートへ侵攻した時期である。モンゴル人への服従を拒否するサルバダール軍閥から見ると、チェシュミーの現実主義は状況への妥協であった。
チェシュミーの改革により、政権の支配地域は繁栄した。彼は貢納の支払いを猶予し、手工業者ギルドや民兵を援助した。汚職と売春を撲滅しようとした。しかしながらチェシュミーの政策は、シーア派デルヴィーシュの価値観を反映したものではない。「勧善懲悪」型の教条的イスラームの価値観を反映させたものであった。しかし、これがあだとなり、金銭がらみでトラブルのあったハイダル・カッサーブという名のパフラヴァーン勇士により暗殺された。同時期にチャガタイ・ウルスがヘラートへ影響力を強めつつあり、チェシュミー暗殺の背景には、ヤフヤー・キャラヴィーら、武力をもってモンゴル支配を排除する武闘派パフラヴァーンの暗殺教唆があった。
次に政権の権力を握ったのは、ヤフヤー・キャラヴィーである。彼は部下のパフラヴァーンの声をよく聞き、再度トガ・テムルと敵対することにした。トガ・テムルのオルドは当時疫病が流行し、弱体化していた。時期は不明だがヤフヤー・キャラヴィーとトガ・テムルの間で停戦のための話し合いがもたれ、その後、トガ・テムルは配下の大将軍をサブゼヴァールに送った。キャラヴィーは従属するふりをして大将軍を迎え、暗殺した（1353年）。キャラヴィーの政策は、チェシュミーの改革を喜ばなかったスンナ派貴族層に歓迎された。キャラヴィーは「勇気と公正さを兼ね備えた」「見た目も内面もパフラヴァーン勇士」と記録されている。
キャラヴィーは権力闘争の結果ではなく単純に恨みを買って1357年に殺された。その後サルバダール政権は、権力闘争と謀殺が続き、非常に不安定化した。マスウード・バーシュティーニー家の支持者は、マスウードの息子ロトフッラーを担ぎ、サブゼヴァール出身者はハイダル・カッサーブや、キャラヴィーの甥のザーヒルッディーンを担いだ。カッサーブの暗殺後、ロトフッラーがいったん政権の統治者になるが、すぐに暗殺される。これによりマスウード・バーシュティーニーの子孫の家系により政権が王朝化する可能性が消えた。カッサーブ、ロトフッラー両方の暗殺に関与したパフラヴァーン勇士のハサン・ダームガーニーが権力を握るが、彼はバーシュティーンの在地貴族とマスウード・バーシュティーニー家支持者の両方を支持したために権威を保てなかった。
ここでハサン・ジューリーの弟子のダルヴィーシュ・アズィーズという者が弟子たちとともにトゥース要塞を奪取した。この勢力がシーア派隠れイマームの名の下に神権政治を施行しマフディー国家が成立したとも言われる。しかし古銭学的証拠による裏付けが存在しない。ダルヴィーシュ・アズィーズはトゥースから排除されるがサブゼヴァール貴族のホージャ・アリー・イブン・ムアイヤドが援助し、両者はサブゼヴァールを制圧した。またハサン・ダームガーニーは暗殺された（1362年）。

### 終期の政権
曲折を経て成立したアリー・イブン・ムアイヤドとダルヴィーシュ・アズィーズの二頭体制であるが、この時期の政権は十二イマーム派のシーア派色が強まったと言われる。1362年から1371年まで鋳造されたコインには12人のイマームの名前とシーア派の信仰告白が刻まれている。また一日に二回、マフディーの到来を待つために馬を外に連れていく儀式が実践された。
しかしながらマスウード・バーシュティーニーとシャイフ・ハサン・ジューリーの関係と相似形を描くように、アリー・イブン・ムアイヤドとダルヴィーシュ・アズィーズの関係が悪化した。ダルヴィーシュ・アズィーズのイデオロギーの過激さについていけなくなったアリー・イブン・ムアイヤドは、クルト朝攻撃を急ぐダルヴィーシュ・アズィーズに軍を動かすことを渋り、侵攻が失敗したダルヴィーシュ・アズィーズは400人の弟子とともにイラクへ出奔した（翌年アリーの差し金により暗殺）。
アリー・イブン・ムアイヤドはサルバダール政権の一連のクーデター、派閥間対立、政治不安の原因になっている過激シーア派の根絶を図り、弾圧を始めるが、成功しなかった。ダルヴィーシュ・アズィーズの権威を受け継いだダルヴィーシュ・ルクヌッディーンは、弾圧を逃れてムザッファル朝シーラーズのシャー・シュジャーを頼った。サブゼヴァールからの亡命者を宮廷に温かく迎え入れたシャー・シュジャーは、大義名分を得てホラーサーンに軍を送り、サブゼヴァール、ジョヴェインなどを陥落させて一時期支配下に置いた（1376-1378年）。
アリー・イブン・ムアイヤドはアスタラーバードに逃げていたが、1379年にはサブゼヴァールを奪還した。しかし1381年にティムールがホラーサーンに入ったときは歓迎の準備を進め、恭順した。パフラヴァーン勇士たちはティムール朝の傭兵となった。アリー・イブン・ムアイヤドがフワイザの戦いで戦死した1386年以後、サルバダール政権は影響力を失った。アリー・イブン・ムアイヤドの子孫がサルバダール政権の支配地を領地として世襲する権利をティムール朝に訴えたが拒否され、むしろティムール朝によりサブゼヴァールの包囲を受け、処刑された。